# Ligetváros
A Ligetváros Budapest VII. kerületének (Erzsébetváros) a Városliget vonzáskörzetébe tartozó területe.

## Története
A Ligetváros elnevezést a kétezres évek eleje óta használják erre a részre. Elsősorban az ingatlanirodáktól és az új lakóparki befektetőktől származik ez az elnevezés. Céljuk az volt, hogy jelezzék ennek a területnek a nagyban különböző adottságait a Külső-Erzsébetváros rosszabb hírű utcáihoz képest. Mára az elnevezés szélesebb körben is elterjedt, mivel a régió önálló fejlődési pályát fut be. 
Tudni érdemes, hogy a  Nagykörút és a Dózsa György út közötti sakktábla szerkezetű utcarendszeren a 19. század végére gyors tempóban épültek fel a bérházak. Még napjainkban is a főváros legsűrűbben lakott területe ez. A pesti köznyelv emiatt a városrészt "Chicago"-nak nevezi. A rendszerváltás környékén erre a rossz közbiztonsági adatok is okot adtak. A terület nemzetiségi-etnikai, valamint kulturális sokszínűségét az olcsó lakásokba költöző romák, kínaiak, arabok, románok és afrikaiak adták.
A Ligetváros ebből a korábban egységesnek tekintett területből emelkedik ki lassan, egyre több fiatal és befektető lát perspektívát benne.

## Jellemzői
A terület jellemzője a jobb közbiztonság, köszönhetően a biztonsági kamera-rendszernek és a rendőrőrsöknek. A Városliget közelsége érződik a házak állapotán. A közeljövőben várható Múzeumi Negyed nagyberuházás nyertesének is ez terület ígérkezik, hiszen utcái közvetlenül az új épületkehez kapcsolódnak. 
Remek közlekedése miatt kedvelt az albérletet keresők körében. A bérházakban alapvetően a régi bérlakások lakói laknak, de a rosszabb kulturális mutatókkal rendelkezők közül már sokan eladták jó piaci árú lakásaikat. A területen számtalan kínai üzlet található, de maguk az üzemeltetők inkább az Erzsébetváros más részein élnek. 
A Ligetvárosban körfolyosós gangos régi bérházak között néhány új lakóparkot is találunk. A Damjanich utcában több bauhaus stílusú ház is található. A Dózsa György úton régi villák sorakoznak. A bérházak világos, nagypolgári lakásait ügyvédek, orvosok, tanárok lakják, a házak kaputelefonjain gyakran találkozhatunk a doktor felirattal. A közeli egyetemek és a jó közlekedés miatt igazi diáknegyedről beszélhetünk, ahol sok a külföldi hallgató is. A házak közül egyre több szépül meg, de ez sok esetben nem látszik, hiszen a felújítást jobbára a belső terekkel kezdik. A házak műszaki állapota igen változatos, mondhatjuk, hogy a liget közelsége sok tekintetben meghatározó faktor a környéken. Piaci szempontból a Damjanich-Dembinsky és a Murányi-Dózsa sávban található ingatlanok az igazán értékesek.

## Határai
A Ligetvárost az István utca - Dózsa György út - Damjanich utca - Rottenbiller utca négyszög határolja. Legnevezetesebb utcája a patinás Damjanich utca, amely a terület bevásárlóutcája is egyben. A másik határt az egyre inkább népszerű István utca jelenti, amely a régi belvárosi érzésvilágot nyújtja pubjaival, boltjaival, falatozóival és gyorsbüféivel. A Terület belső utcácskái nyugodt és békés hangulatukkal, régi és szabályos bérházaikkal sokak számára vonzók. A Bethlen Gábor tér a terület belső csomópontja, hiszen itt egyetem és színház is található. Az 56-osok tere közlekedési szempontból jelentős, parkolójával és rengeteg buszvonalával innen indulnak és ide érkeznek a terület lakói. A belső utcákból a Keleti-Pályaudvar is könnyen elérhető. Egyre valószínűbb, hogy hamarosan a Garay tér felújított szubrégiója is a Ligetváros szerves részévér válik, bár ehhez elengedhetetlen a környék további szanálása.

## Fontos intézmények. épületek
- Állatorvosi Egyetem Archiválva 2018. március 26-i dátummal a Wayback Machine-ben
- Ligetváros pláza
- Bethlen téri Színház
- Nemzeti Nyomozóiroda Központja
- Garay pláza és piac
- Bárczi Gusztáv Gyógypedagógia Kar és Kollégium
- Baross Gábor általános iskola